# Scophthalmidae

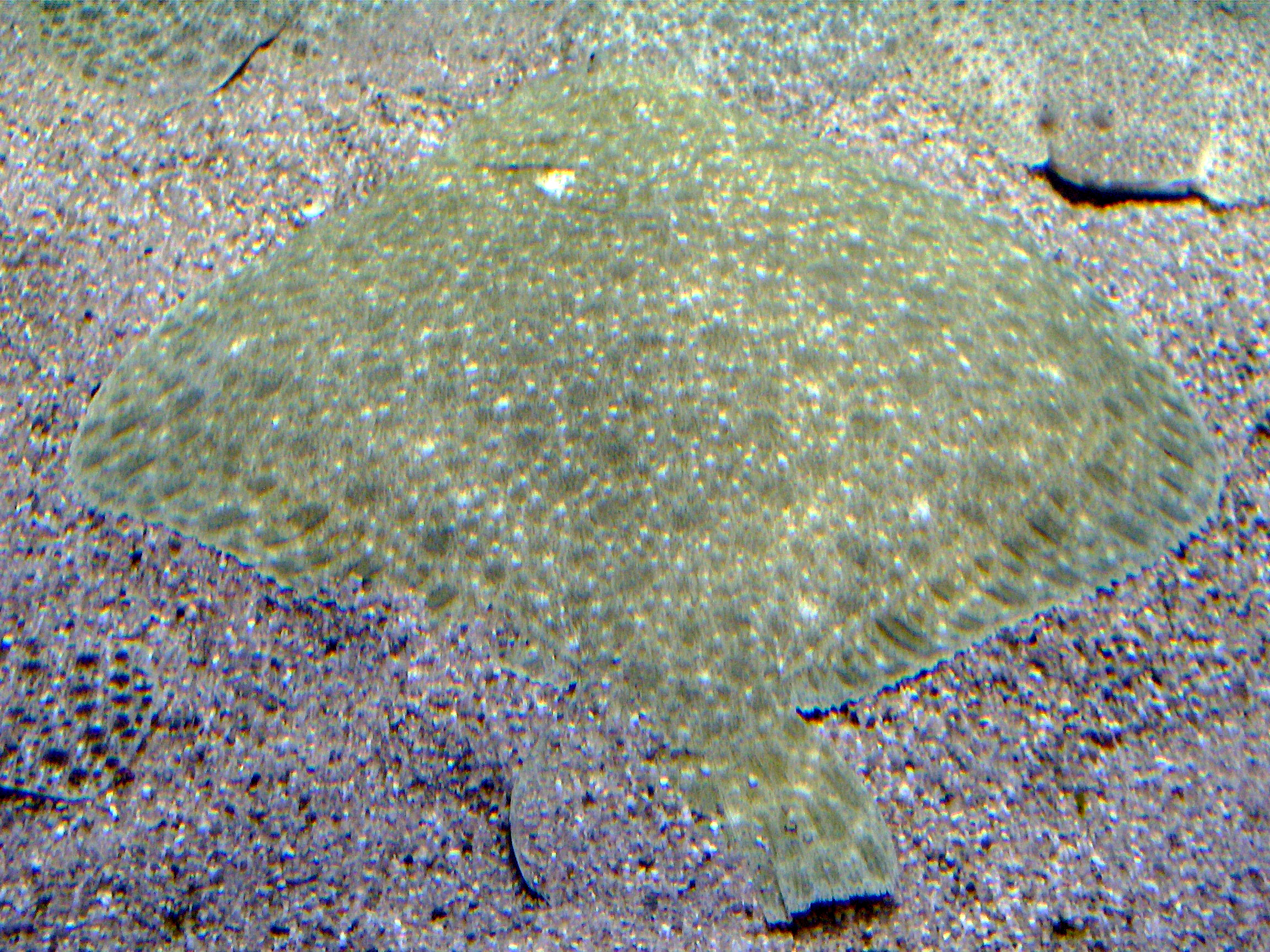
Rodaballo común (Psetta maxima).

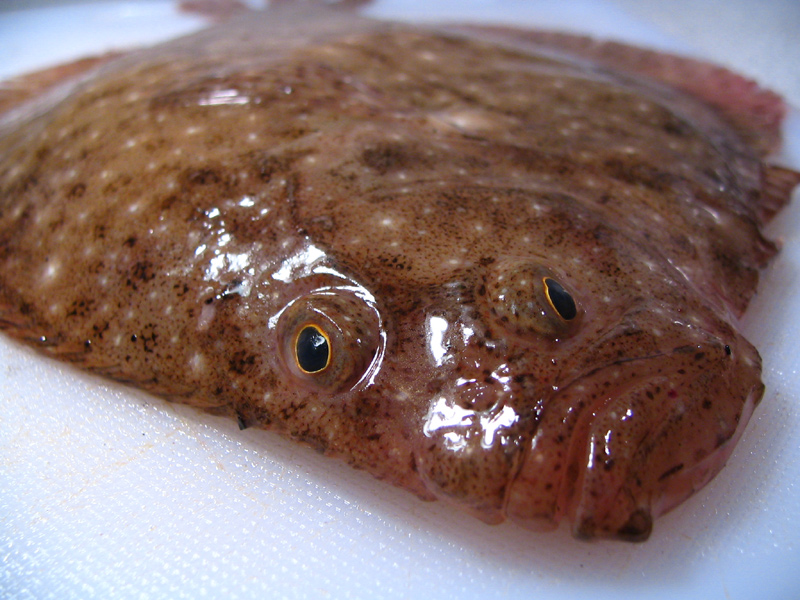
Rodaballo arenero (Scophthalmus aquosus).

Los rodaballos, las limandas y los gallos forman la familia escoftálmidos (Scophthalmidae) de peces marinos incluida en el orden Pleuronectiformes, distribuidos por el Atlántico norte, el mar Báltico, el Mediterráneo y el mar Negro. Su nombre procede del griego: skopein (vigilar) + ophthalmos (ojos), por su forma de enterrarse en la arena asomando sólo los ojos que acechan a las presas.
Aparecen por primera vez en el registro fósil en el Mioceno, durante el Terciario superior.
Tienen el cuerpo aplanado y asimétrico, como todos los de su orden, habiéndose descrito una longitud máxima de 1 m para la especie Psetta maxima. Tienen los dos ojos sobre el lado izquierdo de la cabeza, la boca es muy grande y la mandíbula inferior prominente; las bases de ambas aletas pélvicas son alargadas.
Huevos con un único glóbulo de aceite en la yema, son abandonados tras la puesta.

## Géneros y especies
Existen 9 especies de rodaballo, agrupadas en 5 géneros:
- Género Lepidorhombus (Günther, 1862)
  - Lepidorhombus boscii (Risso, 1810) - Gallo, Ojito o Rapante.
  - Lepidorhombus whiffiagonis (Walbaum, 1792) - Gallo del norte.
- Género Phrynorhombus (Günther 1862)
  - Phrynorhombus norvegicus (Günther, 1862) - Limanda noruega.
- Género Psetta (Swainson, 1839)
  - Psetta maeotica (Pallas, 1814)
  - Psetta maxima (Linnaeus, 1758) - Rodaballo común
- Género Scophthalmus (Rafinesque, 1810)
  - Scophthalmus aquosus (Mitchill, 1815) - Rodaballo arenero.
  - Scophthalmus rhombus (Linnaeus, 1758) - Rémol, Corujo, Rodaballo o Rombo.
- Género Zeugopterus (Gottsche, 1835)
  - Zeugopterus punctatus (Bloch, 1787)
  - Zeugopterus regius (Bonnaterre, 1788) - Limanda